# Екатерина Климова
Екатерина Александрова Климова, родена на 24 януари 1978 г., е руска актриса, която започва своята кариера през 1999 г.
През 2002 г. тя получава наградата „Кристална роза“ на Виктор Розов (Най-добра актриса под 30 години), за ролята си на Дездемона в пиесата „Отело“.
Една от нейните най-запомнящи се роли е на Наталия Репнина през 2003 г. в телевизионния сериал „Бедната Настя“.

## Личен живот
През 2004 г. се омъжва за актьора Игор Петренко.

## Филмография
- Яды, или Всемирная история отравлений
- А поутру они проснулись
- Прощание в июне
- Времена не выбирают
- Второго дыхания
- Каменская 4 – Юлия Блохина
- Не покидай меня, любовь
- Игры в подкидного
- Лучший город земли
- Московские окна
- Бедната Настя
- Тихий московский дворик
- Грехи отцов
- Грозовые ворота – Алина Доронина
- Ние сме от бъдещето
- Второе дыхание
- Антикиллер Д.К: Любовь без памяти
- 2010 – Ние сме от бъдещето 2 – Нина
- 2010 – Любовь под прикрытием – Татьяна
- 2010 – Сказка. Есть

## Роли в театъра
- „Отелло“
- „Пена дней“
- „Скупой“
- „Много шума из ничего“
- „Ленинградский романс“
- „Загнанных лошадей пристреливают, не так ли?“
- „www.LONDON.ru“
- „VENUS“
- „Оскар“
- „Боинг-Боинг“

## Телевизионни предавания
- Muz-TV Awards (2006) като самата себе си